# Caso Marta del Castillo
Caso Marta del Castillo es el nombre con el que se conoce a los sucesos referentes a la desaparición y el asesinato en 2009 de la joven Marta del Castillo Casanueva (Sevilla, 19 de junio de 1991-ib., c. 24 de enero de 2009), en Andalucía, España. 
El caso despertó el interés de la sociedad y medios de comunicación de España, ya que hasta en cuatro ocasiones los acusados afirmaron sucesivamente que el cuerpo se encontraba en distintas zonas, como el río Guadalquivir, un vertedero o la localidad de Camas. 
Actualmente, el cuerpo de la joven sigue en paradero desconocido, y el principal acusado, Miguel Carcaño, en cuya chaqueta se encontró sangre de Marta del Castillo, ha dado hasta siete versiones de los hechos.

## Los hechos

### Desaparición de la joven
Marta del Castillo Casanueva, una joven española de 17 años originaria de Sevilla, desapareció el 24 de enero de 2009. Dicho día, la joven había salido de casa para aclarar asuntos con su ex novio Miguel Carcaño el cual la recogió en el portal de su casa con su moto sobre las 17:30 h. Ese mismo día, al no regresar su hija a casa, sus padres intentan ponerse en contacto con Marta sin recibir respuesta, posteriormente llaman a sus amigos que les dicen que se ha ido con Miguel. La madre de Marta se pone en contacto con Samuel, íntimo amigo de Miguel a las 23:45 y este le dice que Miguel ha dejado en casa a Marta a las 00:00, todavía no había llegado esa hora. Se pone en marcha una búsqueda por Sevilla entre los amigos y padres de Marta, presentándose el padre a las 00:45 en casa del joven en la calle León XIII de la capital andaluza. Al seguir sin aparecer, a las 2:10 de la madrugada se pone la primera denuncia por desaparición en comisaría. Cuatro horas más tarde se amplía la primera denuncia proporcionando más datos, entre ellos, el nombre, dirección y teléfonos de Miguel Carcaño. Se llega a poner una tercera denuncia a las 13:30 del día 25 de enero, 11 horas después de la primera. La policía no comenzó las actuaciones de búsqueda hasta 17 horas después, y aunque ya entonces se señalaba en el protocolo la necesidad de actuar inmediatamente en este tipo de casos, fue decisivo para que en España se exigiera la necesidad de activar un dispositivo inmediato de búsqueda de menores al denunciar su desaparición.

Al día siguiente, un vecino aseguró haberla visto la misma noche de su desaparición, esperando a alguien en el portal de su casa.
En los días posteriores a la desaparición, la policía decidió tomar declaración a familiares y amigos de Marta, teniendo lugar la primera rueda de prensa el 27 de enero de 2009, mientras que su familia iniciaba una campaña para encontrar a la joven.
Al poco tiempo, se recibieron llamadas que afirmaban haber visto a la muchacha en Jerez de la Frontera y en Cádiz, al tiempo que se iniciaron movilizaciones por la red social Tuenti y se convocaron manifestaciones.
El 29 de enero, cinco días después de la desaparición, el juez de Instrucción número 4 de Sevilla decretó el secreto de las actuaciones del caso. La familia de la desaparecida recibió la visita de los padres de Mari Luz Cortés, desaparecida en enero de 2008 y que apareció muerta meses más tarde. Al día siguiente, dos mil personas se manifestaron en Sevilla para pedir el regreso de la joven, bajo el lema "Todos somos Marta". Una nueva manifestación, convocada el 7 de febrero, reunió a unas 3000 personas, que demandaron una mayor investigación del caso.
El 13 de febrero detienen a Miguel Carcaño y a otras 5 personas más, todas ellas supuestamente relacionadas con la desaparición de Marta. Miguel Carcaño será finalmente condenado a 21 años y 3 meses de cárcel y no saldrá de la misma hasta haber cumplido tres cuartas partes de la condena.

## Investigación

### Asesinato
El 14 de febrero, Miguel Carcaño Delgado, de 19 años, confesó el asesinato de Marta y el haber arrojado el cadáver al río Guadalquivir. Junto a Carcaño, fue detenido Samuel Benítez Pérez, como presunto cómplice, al haber colaborado para deshacerse del cadáver de la joven. Junto a ellos dos, también se detuvo a un amigo de los dos acusados, llamado Javier García Marín, alias El Cuco, este último menor de edad.
Posteriormente fue arrestado el medio hermano de Carcaño, Francisco Javier Delgado Moreno. Y la última imputación hasta el momento, fue a la novia de este último, María García Mendaro que, como él, se halla en libertad condicional. Asimismo, se investigó a la familia de Rocío, la apodada "menor de Camas", entonces novia de Carcaño, por su posible implicación o aportación al caso.
Miguel Carcaño, autor confeso del crimen, en un primer momento hizo un cambio a su declaración el 17 de marzo, señalando a "El Cuco" como autor material, y modificando así su versión de lo sucedido afirmando que: ambos trataron de abusar sexualmente de Marta, la amenazaron con una navaja, que El Cuco estranguló a la joven y que se deshicieron del cadáver tirándolo a un contenedor de basura. A lo largo de esta declaración y reconstrucción de los hechos se produjeron grandes incongruencias en cómo se habían producido los hechos, pero siendo la versión más creíble en cuanto a la forma de deshacerse del cadáver.
Otra de las posibilidades ofrecidas por Antonio del Castillo, padre de Marta, y algunos medios de prensa, incluye detalles no declarados por los imputados: el padre de la entonces novia del presunto asesino Miguel Carcaño, había trabajado en un crematorio de residuos biológicos y el cuerpo pudo haber sido incinerado.
El 22 de noviembre de 2011 y después de duras labores anteriores, la policía científica confirma que hay sangre de Marta en la chaqueta de Miguel Carcaño, además, en un rollo de esparadrapo se encuentra una mezcla del perfil genético de Miguel y de la acusada María García, mientras que en un cable de alargadera hay ADN de Francisco Javier Delgado y su novia María García. Este cable habría sido supuestamente usado para estrangular a Marta. Cabe recordar que María García mencionó en sus declaraciones al juez que sólo pisó el lugar del crimen en la madrugada con objeto de estudiar y no se percató de nada raro. Esta última fue acusada de profanación del cadáver y encubrimiento, debido a la evidencia del ADN.

## Declaraciones e imputaciones
Para el 17 de octubre de 2011 y con finalización prevista para finales de noviembre, después de casi 3 años del hecho, se citaron los primeros juicios con un gran despliegue policial para que la fiscalía asignase los años de prisión para Carcaño, Benítez, Francisco J. Delgado y María García también comparecieron 90 testigos (vecinos, Cuerpo Nacional de Policía, etc), 15 peritos y se contó con la ayuda de: 30.000 escuchas telefónicas, fotografías de elementos cuando ocurrió el asesinato, ADN hallado por la policía científica, objetos encontrados como navajas, etc. El 8 de noviembre de 2011, muchos medios de prensa anunciaron una posible nueva línea de investigación abierta por la Policía, que dejaría casi resuelto el crimen y que podría paralizar el juicio que comenzó en octubre del mismo año, ya que incorporaría datos más esclarecedores, aunque no se referirían al paradero del cadáver.
Efectivamente unos días después la fiscalía anunció la apertura de una nueva línea de investigación con los datos que un nuevo testigo afirmó haber acercado a Francisco Javier Delgado al hogar donde ocurrió el crimen (C/ León XIII) e incluso que la Policía seguía investigando otros temas aparte de este último. Antonio Del Castillo afirmó que no aguantaba más y que para el miércoles 23 de octubre del mismo 2011, contaría algo oculto de este tema y que al parecer no había salido a la luz. Ese mismo día dijo que se trataba de unas grabaciones de una cámara en un portal donde se podía apreciar que Francisco Javier salía justo del domicilio de su exesposa (quien le dio coartada el día de la desaparición de la joven) en la tarde en la que ocurriría el crimen, aunque no valió de mucho ya que las imágenes estaban muy borrosas y no fueron aprobadas.
Cuando declararon los padres de Marta, mencionaron lo que todo esto les estaba causando: bajas laborales, medicaciones, dolores mentales, depresiones y mal estado de sus otras dos hijas en los estudios cuando apareció el caso.

## Incidentes
En uno de los juicios hubo incidentes, la presión del público era tan extensa que incluso llegó a haber problemas con el cordón policial cuando llegaron los acusados. En ocasiones se llegaron a formar avalanchas de público ya que hay varias plataformas y muchísimas personas para que se haga justicia en este caso.
El 17 de octubre de 2011 Samuel Benítez hizo un corte de mangas al público a la salida de los juzgados, que llegó a contar la presencia de casi un centenar de periodistas.
El 25 de octubre, mientras salían de los juzgados Delgado y su pareja sentimental (que iban tapados hasta arriba con un pasamontañas y gafas de sol) una señora se encaró con el primero y poco faltó para que la cosa fuera a mayores ya que el Cuerpo Nacional de Policía intervino rápidamente. En ocasiones anteriores algunos individuos del público intentaron quitarle las gafas de sol mediante leves empujones para que no ocultase su rostro a la entrada del juzgado.
En esa misma semana y el sábado día 29 del mismo mes citado, la madre de "El Cuco" fue entrevistada en el programa La Noria de Telecinco, asegurando que su hijo era inocente y que no sabía nada del cuerpo de Marta, ni ella, ni su hijo. El hecho fue muy criticado no solo por los comentarios, sino porque percibió casi 10.000 € al ser entrevistada y, además, sin mostrar su rostro, ya que los invitados de dicho programa no perciben ni casi la mitad de esa cantidad. María Antonia Iglesias, una de las entrevistadoras le mencionó frases como: "Usted está muerta de miedo, tiene miedo a su hijo", o que una madre haría todo lo posible por su hijo, incluso "fabular" o "encubrir", la propia madre mencionó que su hijo nunca se le fue de las manos. También afirmó que como muy tarde su hijo llegaba a las 11 de la noche el fin de semana o a las 9 entre semana y que nunca ha llegado a las 5 de la madrugada. Unos días después la familia de Marta pidió que se fiscalizase lo que cobró está invitada en el programa y que con el dinero haga frente a la sentencia de su hijo, de momento la fiscalía le va a embargar dicho dinero.
En la sala del juicio y a finales del mes de noviembre de 2011, Francisco Javier Delgado se encaró con el tío de Marta del Castillo y le dijo dos veces mirándolo a los ojos: ¿Qué pasa?
Miguel Carcaño, que cumple condena en Morón de la Frontera, está en un módulo terapéutico y se encuentra protegido, ya que los presos cercanos le suelen amenazar de muerte en la misma prisión. También está vigilado para no intentar suicidarse ya que lo intentó una vez. Es un preso que ni recibe visitas ni habla con nadie por teléfono.
En 2020 se conoció que Miguel Carcaño y Francisco Javier tuvieron una disputa por una deuda con el banco por la solicitud de una hipoteca con datos falsificados

## Condenas
Desde el 17 de octubre de 2011 y hasta finales de noviembre se hicieron los juicios finales para asignar las condenas a los imputados en la audiencia de Sevilla. En enero de 2012 se anunciaron las siguientes imputaciones:
- Miguel Carcaño Delgado: condenado a 21 años y 3 meses de cárcel y en prisión actualmente en Morón de la Frontera, se le prohíbe residir en la misma localidad o ciudad donde lo hagan los padres y las hermanas de Marta por espacio de 30 años. A la vez, deberá pagar el 1/7 de los costos del juicio, y tendrá que indemnizar con 280 000 € a los dos progenitores de la víctima y con 30 000 € a cada una de las hermanas de esta "por el daño moral causado por la muerte y desaparición" de Marta. Según su condena, en 7 años podría estar en la calle si obtiene el tercer grado (buen comportamiento, trabajo en talleres, etc).[25][26]
- Francisco Javier Delgado (hermano de Carcaño y novio de María García Mendaro): en libertad
- Samuel Benítez: en libertad
- María García Mendaro (novia de Francisco Javier Delgado): en libertad

La fiscalía antes de condenar anunció que tenía previsto 52 años de prisión a Carcaño y al final se le asignaron 20, también mencionó que se le asignarían entre 5 y 8 años a Benítez, Delgado, María García y al final sus condenas fueron de 0 años, lo que provocó el malestar de los familiares, amigos y que las redes sociales se indignasen.
Cabe recordar que aún cabe el recurso de casación ante el Tribunal Supremo de España o Tribunal Constitucional de España. De momento, la familia de Marta anunció que recurriría ante el Tribunal Constitucional el fallo de Delgado y reclamará tras el juicio por perjurio.
Según informó Europa Press en 23 de noviembre de 2013, Francisco Javier Delgado y Samuel Benítez reclamaron a la familia de Marta del Castillo el pago de 2 467 euros en concepto de costas judiciales.
El 9 de junio de 2022 Javier García, el Cuco, y su madre, Rosalía García, fueron condenados a 2 años de cárcel y al pago de una multa de 1 440 euros por falso testimonio en el juicio que se celebró en 2011. También fueron condenados a indemnizar a la familia con un pago de 15 000 euros cada uno.

## Búsqueda del cuerpo
Desde que se confesó su asesinato y que el cuerpo de la joven había sido arrojado al Guadalquivir, se desarrolló un dispositivo de búsqueda en las aguas del río, concluyendo este el día 16 de marzo de 2009 sin resultados.
En todas las búsquedas que se mencionan a continuación y también incluyendo la anterior, llegaron a participar muchísimos operativos, ya que los acusados del asesinato mencionaron hasta en cuatro veces distintas que el cuerpo se encontraba en un lugar u otro, los efectivos y colaboradores fueron: Cuerpo Nacional de Policía, Guardia Civil, Perros especializados en búsquedas procedentes de Holanda, GEAS (Grupo Especial de Actividades Subacuáticas de la Guardia Civil), gente especializada en navegar por el río Guadalquivir y en las zonas en las que mencionaban el abandono del cadáver, Bomberos, Protección Civil, Unidad Militar de Emergencias, Instituto Social de las Fuerzas Armadas, Helicópteros de la Policía Nacional, Autoridad Portuaria, Grupo Especial de Operaciones, Policía Judicial de España, Policía científica, motos acuáticas de Policía, excavadoras, camiones, etc. Un gasto económico altísimo. Según estos operativos se podría tratar del dispositivo más grande de búsqueda que se ha realizado en toda España hasta el momento, y sin éxito a la hora de encontrar el cuerpo ya que los acusados mencionaban lugares falsos. En una ocasión, Alfredo Pérez Rubalcaba en su función de ministro del interior, tuvo que publicar que la búsqueda se paraba, ya que el Ministerio de Economía y Hacienda se estaba quedando sin fondos económicos para la búsqueda. Más tarde, el Ministerio Público pidió a los imputados que indemnizasen solidariamente al Ministerio del Interior con 616 319,27 €, importe en el que cifra las labores de búsqueda.
El 17 de marzo, las investigaciones sobre el caso dieron un vuelco, ya que Miguel Carcaño, que había confesado haber matado a Marta de un golpe en la cabeza con un cenicero en un piso de la calle León XIII de la capital andaluza y que luego arrojó su cuerpo al Guadalquivir, confesó ante el juez que tiró el cadáver a un contenedor de basura, con lo que parece que los implicados en el caso se habrían puesto de acuerdo en sus declaraciones iniciales en las que manifestaban que habían lanzado el cadáver al río desde el viejo puente del ferrocarril Sevilla-Huelva, ahora conocido como puente de la señorita.
A partir de ese momento, el cuerpo comenzó a buscarse en el vertedero de Alcalá de Guadaíra, que recibe toda la basura procedente de Sevilla. Debido al largo tiempo transcurrido desde la desaparición de la joven y a la gran cantidad de desechos recibida por el vertedero, los integrantes del operativo de búsqueda calcularon que habría que remover unas 40.000 toneladas de basura para obtener algún resultado.
También cabe recordar que se buscó en zonas cercanas a las anteriores en las que pocas veces se ha mencionado a medios de comunicación, como por ejemplo: pozos, zanjas, olivares, Minas abandonadas de Villanueva del Río y Minas, vagones de tren sin uso, dos apartamentos en la costa de la Provincia de Cádiz de la familia del Castillo, descampados, etc. Zonas en las que solo abunda la soledad y en donde los investigadores arriesgan su propia vida ya que son lugares sin luz natural y peligrosos para acceder a ellos.
El operativo se detuvo el 30 de abril de 2009, a la espera de una orden judicial que decidiera si los trabajos de búsqueda debían continuar.
El 30 de septiembre de 2009, por nueva orden judicial, se empezó a buscar a la joven en una parcela de Camas (Sevilla).
Mucho más tarde y ya el 25 de octubre de 2011 el abuelo de Marta del Castillo inicia una nueva búsqueda del cuerpo de su nieta en una zona, ya que encontró una manta y dos bolsas industriales, que habrían sido usadas según testificaron los acusados, para envolver el cadáver. A principios de 2012 posiblemente arrancara dicha búsqueda localizada entre Camas y Castilleja de Guzmán (Provincia de Sevilla), el juez ha dado el visto bueno aunque se trate de una zona de difícil acceso.

## Carta a Miguel Carcaño
En diciembre de 2011, Eva Casanueva (madre de Marta del Castillo), escribió una carta al asesino de su hija (Miguel Carcaño) y se la envió a prisión. En ella mencionaba:

"Seguramente no quieras leer esta carta, pero me veo en la obligación de hacerlo en una última súplica a la persona que tiene en sus manos terminar con una interminable tortura que es el no saber dónde está mi hija. Pensar que por un pacto de silencio ella no reposa donde debería, en un campo santo, donde será recogida por Dios, donde pueda llevarle unas flores por su cumpleaños, donde pueda conversar con mi niña. Imaginar que la sonrisa que tanto te gustaba de ella se pudre en un basurero, o en el fondo del río, o sepultada en una tumba, que no es tumba sino un hoyo escondido para todos o solo para ti. Te suplico una vez más que me llames o que me escribas, yo solo quiero oírte no insultarte, ni reprocharte, solo oírte. A veces me pregunto que intención tiene tu silencio, no quiero imaginarme si tu madre te estuviese viendo lo que pensaría de ti. De lo que ha pasado, del dolor que muchos sufrimos de mi propio dolor. ¿Qué te diría cogiéndote de la mano y acariciándote el pelo?. ¿Qué te pediría ahora que estás preso y que un futuro tan negro te amenaza?. Con la muerte de tu madre te quedaste solo, pero con la muerte de mi hija te has quedado vacío, el vacío en el estómago que no te deja dormir porque no hay acto más cruel y despreciable que quitarle la vida a una persona y más aún si esa persona te tenía el cariño que te tenía Marta. Porque Marta siempre se alegraba cuando las cosas te iban bien. Puede que todo esto te raye, que te haga sonreír, mientras lees estas palabras escritas desde el dolor de una madre que se consume, pero quizá algún día comprendas todo el sufrimiento que estás causando a unos padres y a unas hermanas que a pesar de todo te siguen llamando “El Miguel”, que no solo rompiste su corazón si no la quebraste y callaste para que ella ya no pudiera hablar y nosotros no podamos sentirla. Solo quiero que me digas por tu madre, por ti o por mí, Miguel dónde está el precioso cuerpo de mi niña".

## Reacciones
Desde que se conoció la noticia de la confesión del asesinato de la joven, la familia de la menor inició una campaña para pedir un endurecimiento de las condenas, exigiendo un referéndum para poder introducir la cadena perpetua en las penas judiciales. El 21 de febrero de 2009, unas 5000 personas manifestaron en Madrid a favor de esta causa, con los familiares de Marta al frente de la marcha. En días posteriores, José Luis Rodríguez Zapatero, presidente del gobierno español, se reunió con los padres de la joven desaparecida para mostrarles su condolencia y apoyo, aunque reafirmó que la cadena perpetua no está contemplada en España, tal y como pedían los padres de la joven, ya que se eliminó en el año 1978, por la Constitución Española vigente.
Mariano Rajoy, líder del Partido Popular, visitó a la familia de la joven el 4 de marzo de 2009. En 2011 el líder del PP anunció en su programa electoral la cadena perpetua revisable para las Elecciones generales de España de 2011.
Como consecuencia de las confesiones contradictorias del principal acusado, fueron varios los abogados de oficio que renunciaron a defender a Miguel Carcaño. Este, supuestamente intentó suicidarse el día 27 de marzo de 2009 en los baños de la prisión de Morón de la Frontera con el cordón del chándal.
La fiscalía anunció que tenía previsto condenar a 52 años de prisión a Carcaño (aunque, finalmente se redujo a 21) y que se preveían entre 8 y 5 años de prisión para Delgado, María García y Benítez (sin embargo, no llegaron a entrar a prisión). Esta decisión causó una gran indignación por parte de la ciudadanía y Antonio del Castillo mencionó que buscaría justicia fuera de las fronteras españolas ya que, según él: "En España no hay justicia ni nosotros la vamos a tener aquí", afirmó que iría hasta Estrasburgo (Sede del Parlamento Europeo y de la Corte Europea de los Derechos Humanos) si hiciese falta. El tío de Marta criticó que el magistrado se inventase algunas cosas para justificar su sentencia, vista como insuficiente por muchos. En la misma semana y después de conocer las condenas, Mariano Rajoy Presidente del Gobierno de España afirmó que era necesario reformar la Ley del Menor cuanto antes (algo prometido en su programa electoral). A nivel autonómico, José Antonio Griñán (Presidente de la Junta de Andalucía) lo calificó de "sorpresa" y mostró su rechazo. Javier Arenas (Presidente del PP de Andalucía) pidió que se endureciesen las penas y aún más cuando las víctimas fuesen adolescentes.
El 24 de enero de 2012, tras conocerse la sentencia y cumplirse 3 años de la desaparición de Marta del Castillo Casanueva, ocurrieron en diferentes ciudades y pueblos de España manifestaciones pidiendo "Justicia en nombre de Marta".

## Dedicatorias
En 2010, los cantantes andaluces Andy y Lucas y Diana Navarro dedicaron y publicaron la canción: "Pido la palabra", en honor a Marta del Castillo. Además de otra canción de rap del autor gaditano Mowlihawk, la cual tiene más de 1000 descargas en internet.
También colaboró el onubense Sergio Contreras con la canción dedicada tanto a Marta del Castillo como a Mari Luz Cortés: "Héroe sin alas". Y también tiene una canción dedicada a Marta del Castillo, el joven cantante Guille (El invencible), "Aunque no estés".
En Semana Santa, la Hermandad de la Esperanza de Triana de Sevilla dedicó a la familia del Castillo (allí presentes) y a su hija, la Marcha procesional: Reina del Guadalquivir y Un Ángel para Sevilla. Cabe recordar que Marta era muy aficionada a la Semana Santa de Sevilla.
En verano de 2011, la joven artista cordobesa, María, creó "Canciones Para Marta", disco dedicado exclusivamente a ella, en el cual incluyó su tema "De Marta Para Raquel", y donde también participaron artistas como Guille "El Invencible", Adán Carmona, CHK & Xriz, etc. En este mismo año se celebró un evento junto a su familia en el cual se pidió justicia para ella mediante la música. También hay otra canción dedicada a Marta del Castillo "Ella se fue" del joven cantante Fraag Malas.

## Adaptaciones cinematográficas
El 5 de noviembre de 2021, se estrenó en la plataforma Netflix una serie documental dividida en tres episodios, titulada ¿Dónde está Marta?, dirigida por Paula Cons.